# وزیگنیئیت
وزیگنیئیت  (به انگلیسی: Vesigniete) با فرمول شیمیایی BaCu3[OH - VO4]2 از مجموعه کانی هاست و از نام یک کلکسیونر فرانسوی کانیها، L.Vesignie گرفته شده‌است. BaO:۲۵٫۹۱٪  CuO:۴۰٫۳۳٪  V2O۵:۳۰٫۷۲٪  H2O:۳٫۰۴٪  برای اولین بار در URSS کشف شد و از نظر شکل بلور: ورقه‌ای - پهن و کوتاه، رنگ: سبز - زرد تا سبززیتونی، شفافیت: شفاف - نیمه شفاف، جلا: شیشه ای، رخ: خوب، سیستم تبلور: مونوکلینیک و در رده‌بندی وانادات است  و منشأ تشکیل آن ثانوی است.
همایند کانی‌شناسی (پارانژ) آن - کوپریت- کلسیت- باریتین است
، از نظر ژیزمان بلور- ماکل پلی سنتتیک - اگرگات ورقه‌ای کمیاب است و بیشتر در آلمان غربی، چک اسلواکی و URSS یافت می‌شود.

## منبع
- پردیس کشاورزی ایران